# Tirà de sabana
El tirà de sabana (Tyrannus savana) és una espècie d'ocell passeriforme de la família dels tirànids. Viu a altituds de 4.100 msnm a l'Argentina, Aruba, Belize, Bolívia, el Brasil, Colòmbia, Costa Rica, l'Equador, Guatemala, la Guaiana Francesa, Guyana, Hondures, Mèxic, Nicaragua, Panamà, el Paraguai, el Perú, Surinam, Trinitat i Tobago, l'Uruguai, Veneçuela i Xile. De vegades ultrapassa la seva distribució habitual i arriba a altres països americans, des del Canadà al nord fins a les Illes Malvines al sud. Ocupa una gran varietat d'hàbitats. És una espècie en risc mínim, és a dir, no sembla que hi hagi cap amenaça significativa per a la seva supervivència.